# Канаев, Сергей Владимирович
Канаев Сергей Владимирович (род. 27 ноября 1967 г., г. Новокузнецк) — российский общественный деятель.
- соучредитель и руководитель общественного движения «Федерация автовладельцев России»,
- основатель и директор «Национального общественного центра безопасности движения[1]»,
- основатель и председатель Межрегиональной общественной организации потребителей «Общество защиты прав автомобилистов[2]»,
- главный редактор автомобильно-правового издания «В свете ФАР»,
- руководитель общественного проекта «Дорожный патруль — ФАРпост[3]»,
- Учредитель и Председатель Исполнительного комитета Национальной премии в сфере организации и безопасности дорожного движения «Безопасность — дело каждого[4]».

## Биография, общественная работа
Родился 27 ноября 1967 года в городе Новокузнецке, Кемеровской области.
В 1982 году закончил восемь классов средней школы и поступил в Новокузнецкий монтажный техникум, а в 1986 г. его закончил;
1986—1988 г.г.: проходил службу в рядах Советской Армии, в числе ограниченного контингента Центральной группы войск на территории бывшей Чехословакии;
1989—1995 г.г.: заочное отделение Сибирского металлургического института, диплом по специальности «Экономика и организация металлургических процессов»;
1995—1998 г.г.: работал коммерческим директором базы ЗАО «Заготпром»;
В 1998—2000 г. занимал должность коммерческого директора ОАО «Новокузнецкий мясокомбинат»;
2000 г.: занялся активной общественной деятельностью, возглавил создание, зарегистрировал (2001 г.) и возглавил Кемеровскую областную общественную организацию «Общество защиты прав автомобилистов»;
2003—2007 г.г.: Основал и возглавил еженедельное автомобильное правовое издание «Автоправо в Кузбассе»;
2004 г.: вошел в Совет общественности Кузбасса;
2006—2008 г.г.: член Общественной палаты Кемеровской области, работал в комиссиях, связанных с развитием гражданского общества и СМИ;
2006 г.: стал соучредителем межрегиональной общественной организации «Федерация автовладельцев»;
С 2001—2007 г.г.: председатель Кемеровской областной организацией «Общество защиты прав автомобилистов»;
2007 г.
- окончил «федеральный класс» Московской школы политических исследований;
- руководитель Московского представительства ФАР[5];

2008 г.: основал и возглавил в Москве межрегиональную общественную организацию потребителей «Общество защиты прав автомобилистов»;
2010 г.: президент межрегиональной общественной организации «Федерация автовладельцев»;
2011 г.
- в связи с необходимостью развития новых проектов ФАР, снял с себя полномочия президента организации;
- основал и возглавил АНО «Национальный общественный центр безопасности движения[1]»;
- Инициировал проект «Гражданский контроль — ФАРпост[3]», нацеленный на обеспечение общественного контроля в борьбе с коррупцией на дорогах;

2014 г.
- Для освещения результатов общественной деятельности по проектам организовал и возглавил СМИ «В свете ФАР»;
- Учредитель и организатор первой в России Национальной премии в сфере организации и безопасности дорожного движения «Безопасность — дело каждого»[7].
- Руководитель Общественного движения "Федерация автовладельцев России"